# Film pour les filles
Chick flick est un terme en langue anglaise qui désigne aux États-Unis et dans d'autres pays anglophones un film de genre comédie sentimentale destiné à un public féminin et jeune.
Flick signifie « film » en anglais familier. Chick veut dire littéralement « poussin/poulette », et est souvent employé de manière argotique pour parler d'une jeune femme.
La traduction française serait « film pour filles » ou encore « films pour gonzesses », quand il s'agit tout simplement de comédies sentimentales mettant en scène des femmes, et ciblant le public féminin.